# Operazione Rolling Thunder
Operazione Rolling Thunder era il nome in codice dato alla campagna di bombardamento messa in atto dalle forze statunitensi contro la Repubblica Democratica del Vietnam (Vietnam del Nord), tra il 1965 ed il 1968, nel corso della guerra del Vietnam.
L'obiettivo dell'operazione era quello di far cessare, senza l'impiego di truppe di terra, il supporto nordvietnamita al movimento Viet Cong che operava nel Vietnam del Sud. Le forze nordvietnamite riuscirono tuttavia, con l'aiuto dell'Unione Sovietica e della Cina, a schierare un'imponente rete di difese antiaeree e ad opporsi efficacemente alle sortite americane.
La campagna fu la prima di quattro fasi distinte nella guerra aerea contro il Vietnam del Nord. La seguirono lo "stop ai bombardamenti" tra il 1968 ed il 1972, la campagna Linebacker (maggio-ottobre 1972) ed infine la "guerra degli undici giorni" (o Linebacker II, 17-29 dicembre 1972).

## Storia
Dal 2 marzo 1965 al dicembre 1967 con l'operazione Rolling Thunder furono sganciate quasi 900000 tonnellate di bombe sul Vietnam del Nord. La "Rolling Thunder" terminò definitivamente il 1º novembre 1968 e costò agli Stati Uniti 506 velivoli dell'U.S.Air Force, 397 dell'U.S. Navy e 19 del Corpo dei Marines, persi sia nel Sud che nel Nord del Vietnam. Dei 745 uomini di equipaggio abbattuti, 145 furono salvati, 255 morirono, 222 furono catturati (e 23 di questi morirono in cattività); 123 furono i dispersi. Nell'arco di 44 mesi 454 aviatori dell'U.S. Navy persero la vita, furono catturati e andarono dispersi in operazioni sia sul Vietnam che sul Laos. La stima delle perdite civili si aggira fra le 52000 e le 182000

## Effetti
L'operazione non sortì gli effetti strategici previsti, cioè mettere in ginocchio la resistenza dei Viet Cong radendo al suolo punti nevralgici (basi militari, ponti, sistemi di comunicazione, zone portuali, ecc.). Questo perché gli obiettivi fissati dalla campagna non erano vitali come ritenuto dallo stato maggiore statunitense, perché il metodo di combattimento dei Viet Cong era basato sulla guerriglia ed essi non necessitavano né di particolari infrastrutture (oltretutto già praticamente inesistenti) né di rifornimenti ingenti.
Oltre a ciò ci fu uno scarso coordinamento tra le forze armate americane: le tre aviazioni degli Stati Uniti - Aeronautica, Aviazione della Marina ed Aviazione del Corpo dei Marines - agivano indipendentemente una dall'altra disperdendo i risultati già scarsi per la natura del territorio con il risultato di danneggiare maggiormente la popolazione civile che i militari avversi.